# نورث كينغستاون (رود آيلاند)
نورث كينغستاون (بالإنجليزية: North Kingstown)‏ هي بلدة تقع بولاية رود آيلاند في الولايات المتحدة. تبلغ مساحتها 151.1 (كم²)، وترتفع عن سطح البحر 25 م، بلغ عدد سكانها 26486 نسمة في عام 2010 حسب إحصاء مكتب تعداد الولايات المتحدة وتصل الكثافة السكانية فيها 234.6 نسمة/كم2.

## أعلام
- ويليام جاي دوبسون
- غلبرت ستيوارت
- ويليام غريغوري
- ويليام ويست
- توماس لينكولن كيسي سينيور
- جون كول

## وصلات خارجية
- www.northkingstown.org
- The US50 - Cities and Towns in Rhode Island State
- Rhode Island Cities and Towns, Facts, Map, Flag, Colleges, Government, and More